# Eutheia plicata
Eutheia plicata är en skalbaggsart som först beskrevs av Leonard Gyllenhaal 1813.  Eutheia plicata ingår i släktet Eutheia, och familjen glattbaggar. Arten är reproducerande i Sverige.

## Bildgalleri

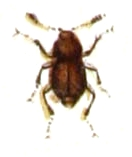